# Monarchenhügel bei Großgörschen

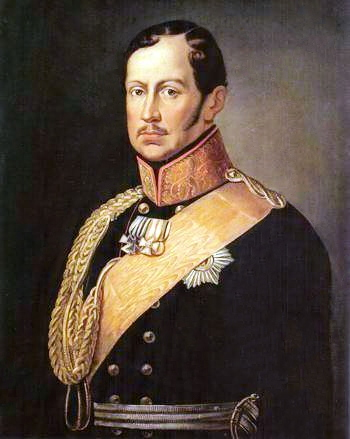
Friedrich Wilhelm III.

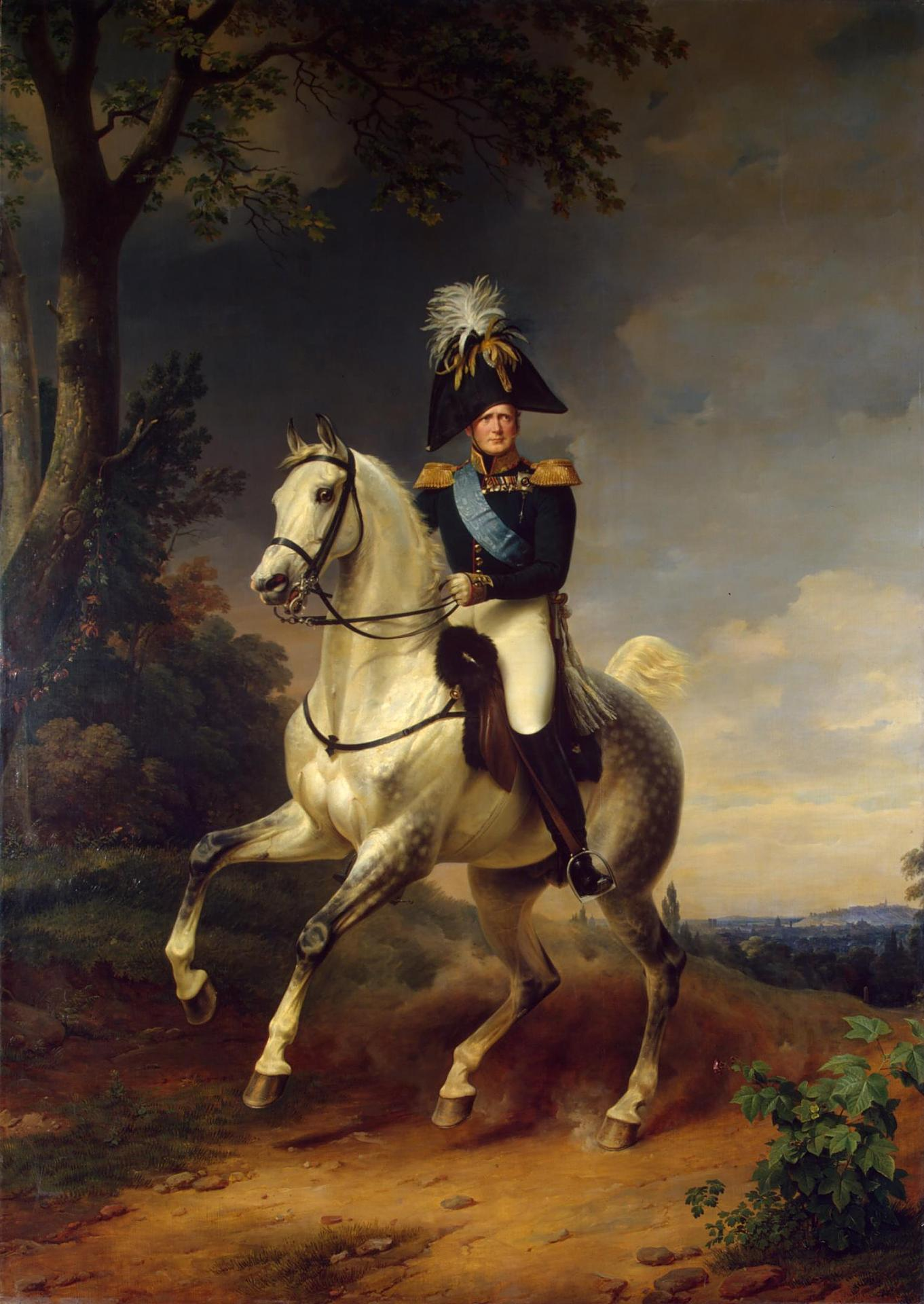
Kaiser Alexander I., Gemälde von Franz Krüger (1812)

Der Monarchenhügel bei Großgörschen ist ein neolithischer Grabhügel, auf dem mehrere gekrönte Häupter den Verlauf der Schlacht bei Großgörschen am 2. Mai 1813 beobachteten.

## Lage
Etwa 2100 Meter südlich des Ortes Großgörschen, zwischen den Dörfern Tornau und Werben, verläuft eine sich von Westen nach Osten erstreckende Geländeerhebung, deren höchster Punkt, ungefähr in der Mitte gelegen, 172 Meter über NN misst. Diese Anhöhe wird seit dem Tage der Schlacht bei Großgörschen Monarchenhügel genannt.

## Bedeutung während der Schlacht
Im Verlauf der Schlacht bei Großgörschen bezogen auf dieser Anhöhe an jenem Tag sowohl der König von Preußen, Friedrich Wilhelm III. als auch der Kaiser von Russland, Alexander I. Stellung und verfolgten von dort aus das Geschehen der Kampfhandlungen. Dies ist zumindest für den Zeitpunkt bei Beginn der Schlacht, gegen 11:30 Uhr überliefert. Das Schlachtfeld lag beiden in nördlicher Richtung vor Augen.
Ganz in der Nähe des höchsten Punktes, etwa 200 Meter nordöstlich standen die preußischen Gardeeinheiten unter Generalmajor von Röder, in Front nach Norden.
Im Gegensatz zum Aufenthaltsort der gekrönten Häupter bei Güldengossa am 16. Oktober 1813, als der französische Marschall Murat bis auf wenige hundert Meter mit einer Reiterattacke an den Aufenthaltsort herangekommen war, waren die Monarchen südlich von Großgörschen wahrscheinlich zu keinem Zeitpunkt der Schlacht in ernsthafter Gefahr.

## Monarchenhügel heute
Bereits im Jahre 1815 wurde am Fuße des Monarchenhügels von der einheimischen Bevölkerung ein Huldigungsstein für Friedrich Wilhelm III. von Preußen errichtet, Grund hierfür war die Loyalitätserklärung der Bevölkerung an den neuen Landesherren, da die Region bis zum Wiener Kongress sächsisch gewesen war. Er ist samt Inschrift bis heute original erhalten.
Am 4. Jahrestag der Schlacht, im Jahre 1817 ließ der preußische König auf dem heutigen Monarchenhügel ein Denkmal für die gefallenen Offiziere und Soldaten seiner Einheiten einweihen, die sogenannte Schinkelpyramide. Die Inschrift lautet:

„Die gefallenen Helden ehrt dankbar König und Vaterland / Sie ruhn in Frieden / Gr. Görschen den 2ten Mai 1813.“

Die Pyramide stand dort bis Anfang der 1980er Jahre, als man sie wegen erheblicher Korrosionsschäden abtrug. Erhalten blieb lediglich der noch heute bestehende Sockel des Denkmals mit einer neuen Inschrift. Die Schinkelpyramide selbst steht, neu aufgebaut, seit dem Jahr 1985 im Ort Großgörschen, unweit des Scharnhorstdenkmals.

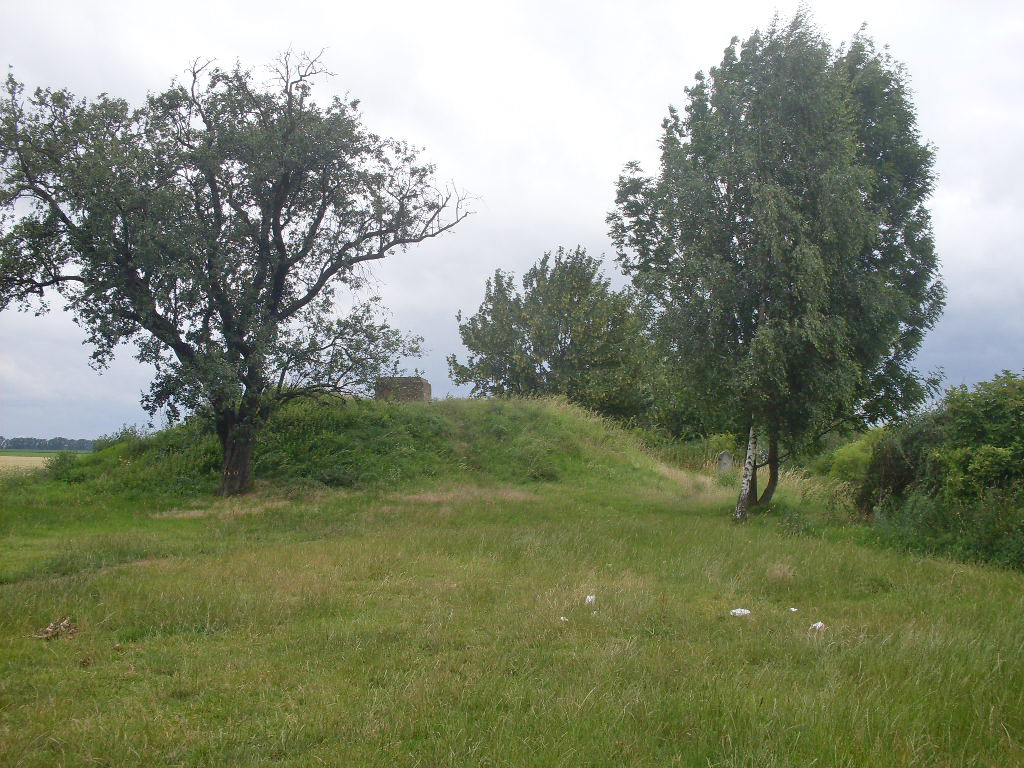
Monarchenhügel mit Huldigungsstein
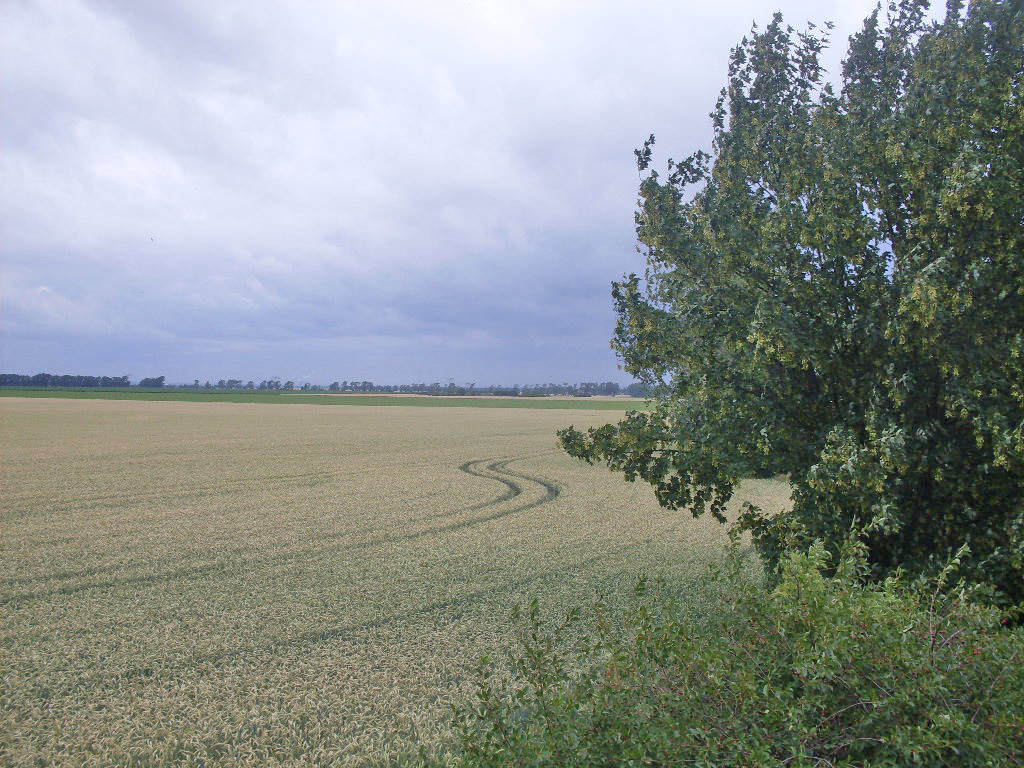
Blick vom Monarchenhügel über das ehemalige Schlachtfeld, im Hintergrund Großgörschen
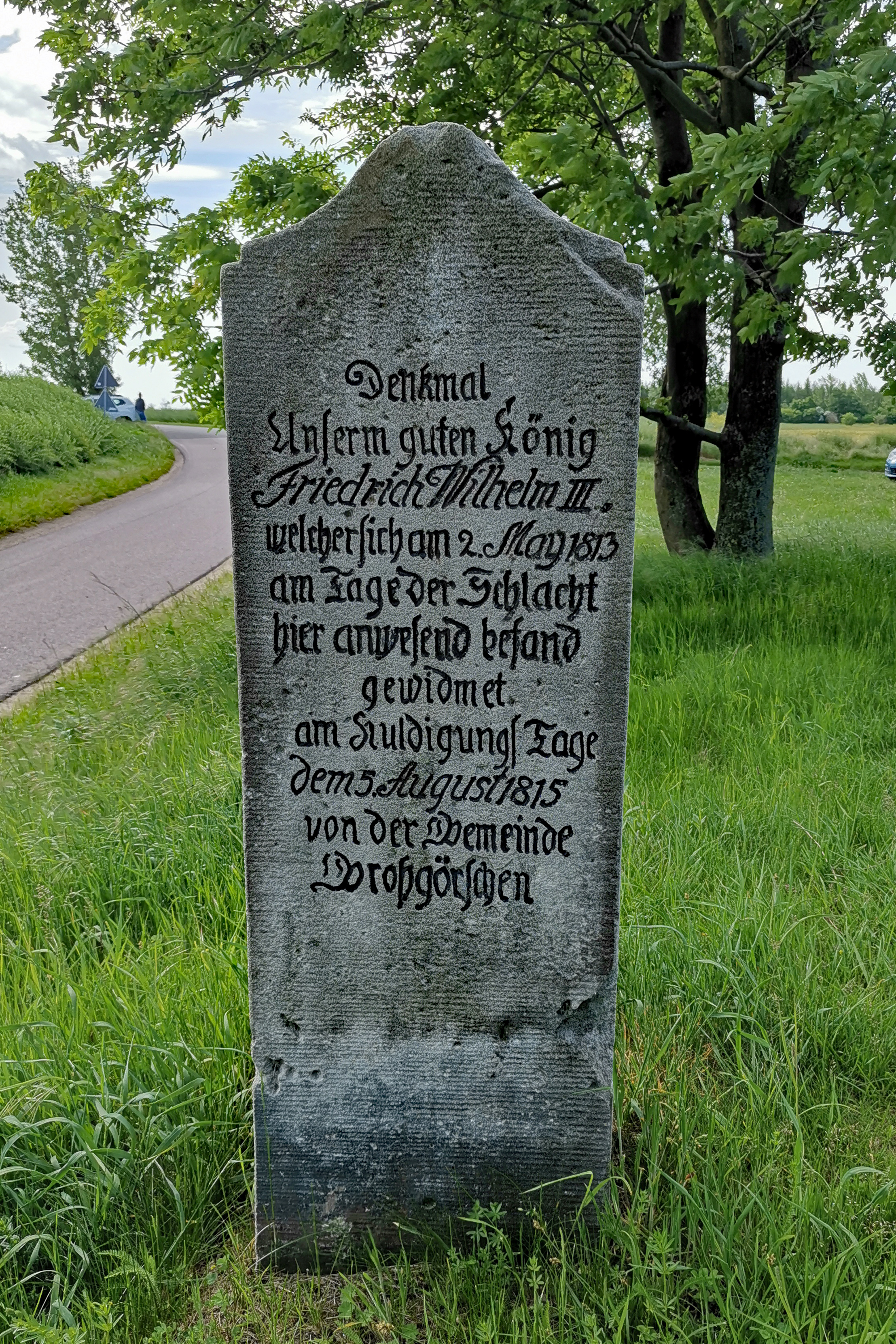
Huldigungsstein am Monarchenhügel
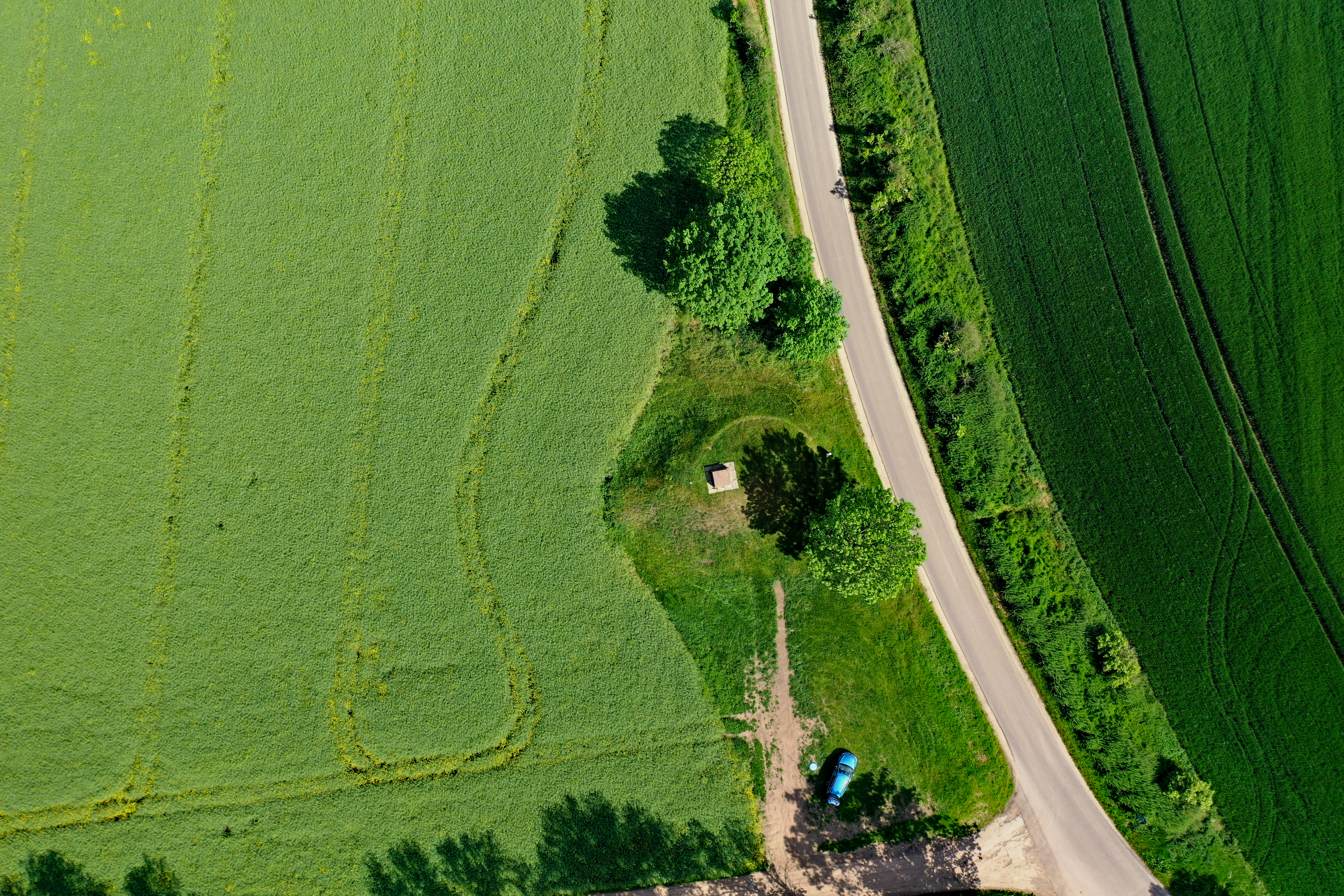
Monarchenhügel aus der Luft
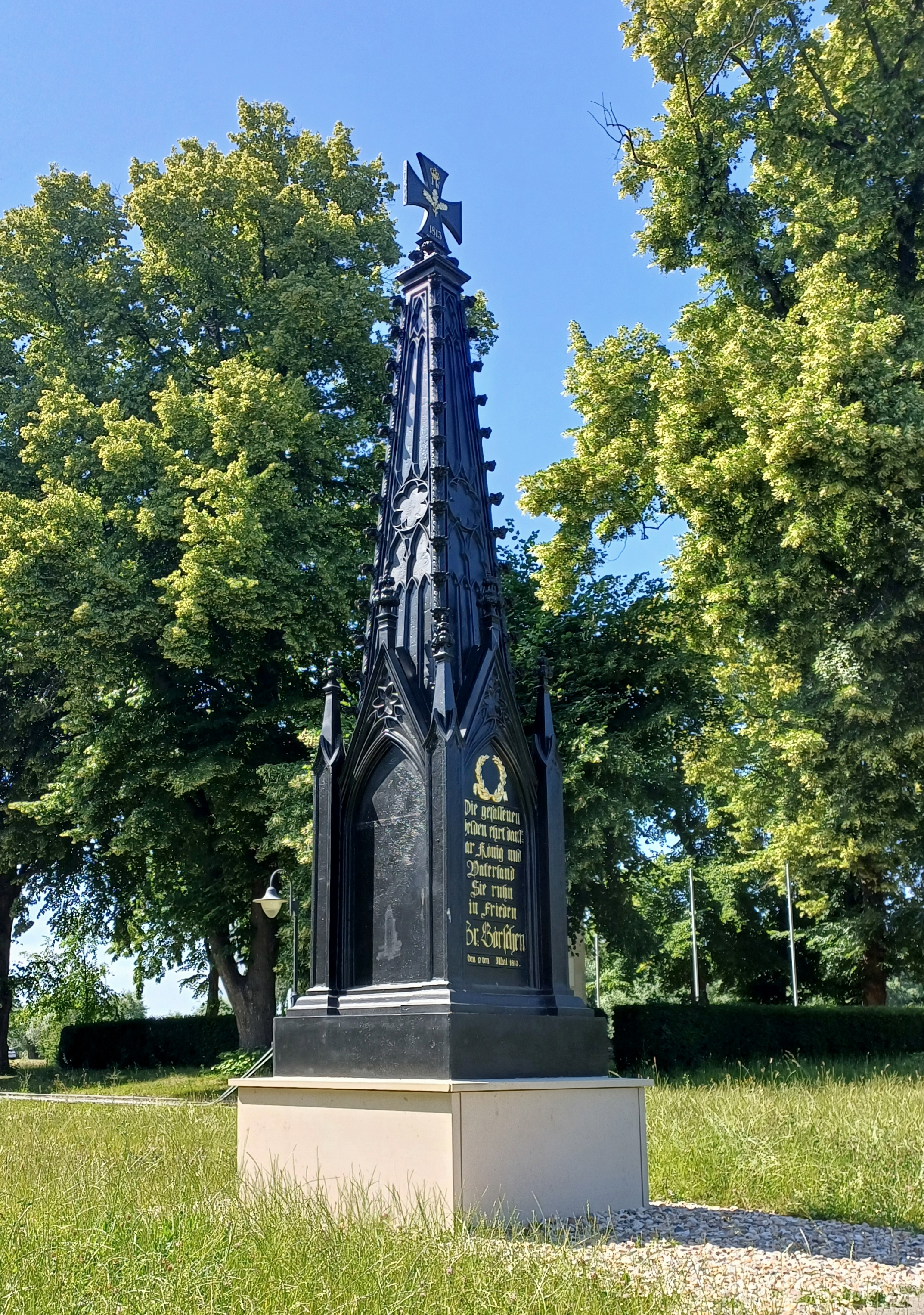
Die Schinkelpyramide an ihrem heutigen Standort im Ort Großgörschen
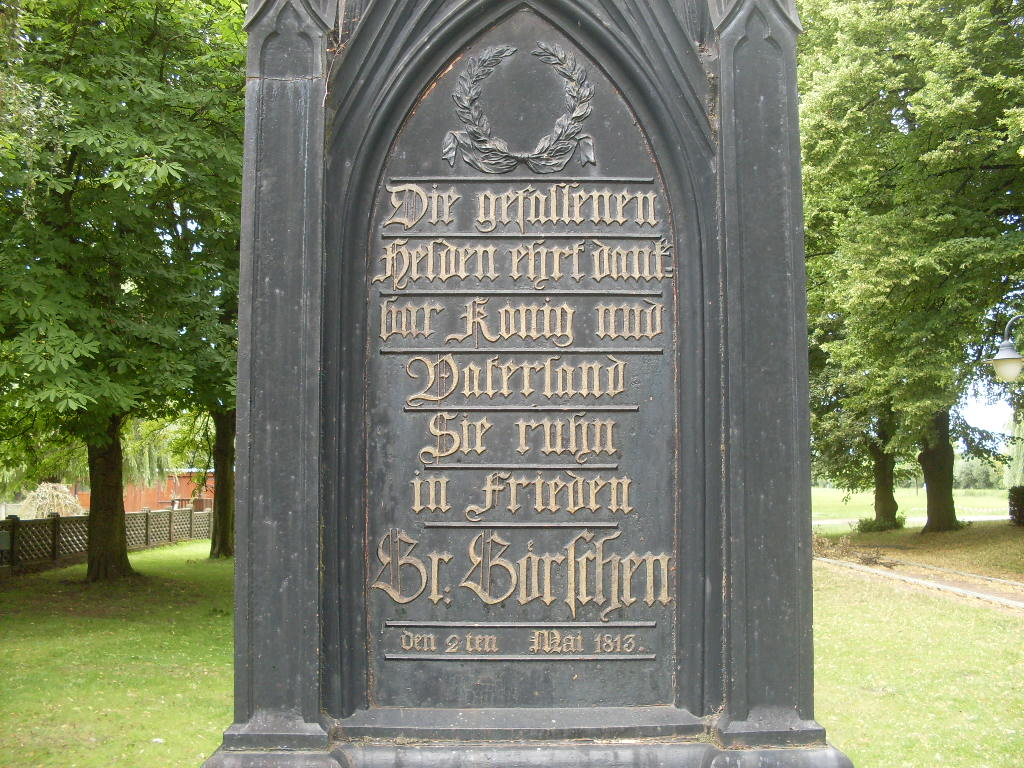
Die Inschrift der Schinkelpyramide